# هجرة الهايتيين
هجرة الهايتيين هي حركة تُطالب بهجرة الأحرار ذوي البشرة السمراء من الولايات المتحدة من اجل الاستقرار في هايتي وذلك في القرن التاسع عشر.
وفي محاولة لتجنب العنصرية في المجتمع الأمريكي، هاجر أحرار البشرة السمراء إلى هايتي بعد الحرب في الولايات المتحدة، وقد هاجر بعضهم إلى هايتي من قبل وتحديداً في 1810 حتى عام 1824 بدعم من الرئيس الهايتي جين بير بوير الذي كان له دور كبير في بداية هذه الهجرة، ويُعد مشروع الهجرة الهايتية ضد طموحات جمعية الاستعمار الأمريكي التي كانت تحاول للقضاء على هؤلاء الأحرار بسبب مخاوف من تقوية دولة هايتي ذات الأغلبية السمراء، بدأ الآلاف الرحيل باتجاه هايتي في صيف عام 1824 واستمر تدفقهم إلى هناك حتى عام 1826 عندما توقفت الحكومة الهايتية دفع تكاليف النقل، بعد ذلك استمر أصحاب البشرة السمراء في الولايات المتحدة بالاتجاه نحو هايتي ولكن لم تكن أعدادهم كالتي كانت بين عامي 1824 و1826، وظهر في عام 1859 هجرة هايتية جديدة واستمرت لمدة ثلاث سنوات.